# Schweizer Hitparade
 (mars 2025).
Si vous disposez d'ouvrages ou d'articles de référence ou si vous connaissez des sites web de qualité traitant du thème abordé ici, merci de compléter l'article en donnant les références utiles à sa vérifiabilité et en les liant à la section « Notes et références ».

Logo du Swiss Music Chart.

Le Schweizer Hitparade est le classement officiel par la Fédération internationale de l'industrie phonographique (IFPI) suisse qui regroupe 31 labels discographiques. Créé en 1968, le classement est diffusé chaque dimanche sur Radio SRF 3, la troisième chaîne publique alémanique de radio.

## Classement national
Schweizer Hitparade sont les principaux classements de ventes musicales en Suisse. Ces classements répertorient les meilleures ventes de singles et d'albums dans différents genres musicaux pour les catégories suivantes : singles top 100 (créé en 1968), albums top 100 (créé à la fin de 1983), compilations top 25, et airplay top 30. Le classement prend en compte toutes les ventes dans les quatre parties linguistiques du pays.

## Classement régional
Les charts de la Suisse romande sont le classement officiel depuis 2003 dans la partie francophone de la Suisse, pour la musique, les salles de cinéma et la vente de vidéos (DVD et Blu-ray). Il arrive régulièrement qu'un titre francophone ne soit pas classé par le Schweizer Hitparade, mais réalise une entrée en Suisse romande, pour des raisons de proximité culturelle. Ce classement régional et linguistique répertorie les meilleures ventes de singles et d'albums dans différents genres musicaux pour les catégories suivantes : singles top 20, et albums top 50.